# 신만
신만(申晩, 1703년 ~ 1765년)은 조선의 문신이다. 자는 여성(汝成)·성백(成伯), 시호는 효정(孝正), 본관은 평산(平山)이다. 영조조에 영의정(정1품)에 이르렀다.. 사도세자 폐세자를 주장한 정승이며, 김상로, 김재로, 홍봉한, 유척기, 김상복, 한익모, 신회, 김치인 등과 노론 탕평당 세력 중에 한 명이었다. 호조판서(정2품) 사간공 신호의 후손이시다.

## 생애
영중추부사 (정1품) 신사철의 아들이다. 1726년 (영조 2) 알성문과에 별과로 급제하여 지평, 정언, 부교리, 헌납, 수찬, 교리, 이조좌랑, 검상, 부응교, 겸보덕, 겸문학 등 청요직과 대간, 옥당을 두루 지내며 노론의 주요 언관으로 활약한다. 그러다 1736년에 당상관으로 오르며 승지, 대사간, 예조참의, 이조참의, 대사성, 부제학을 거쳐 도승지가 되고, 이조참판과 병조참판을 거쳐 다시 도승지가 된다. 이후 대사헌, 병조참판, 부제학, 동지경연사, 개성유수, 경기도관찰사를 거쳐 다시 부제학, 이조참판, 대사헌, 병조참판, 대사성을 거쳐 형조참판, 한성부좌윤, 이조참판을 하다 형조판서, 우부빈객을 거쳐 형조판서를 다시 하고, 예조판서, 이조판서, 지사, 빈객을 거쳐 대사헌, 형조판서를 거쳐 좌빈객이 되고, 우참찬과 좌참찬을 거쳐서 다시 정헌대부로 이조판서와 예조판서, 지돈녕부사에 이어 숭정대부에 이어 숭록대부로 오르며, 판돈녕부사, 예조판서, 좌참찬, 병조판서, 지춘추관사, 지경연사를 하다가 병조판서와 이조판서를 다시 하고, 영조32년인 1756년에 정승이 되어 우의정이 되고, 좌의정이 되었다가 다시 우의정이 되었다가 좌의정을 거쳐 영의정에 이르렀다. 그의 동생 신회도 영의정(정1품) 을 지냈다.
| 전임 허적 | 조선의 섭정 1762년 5월 ~ 1762년 6월 | 후임 홍국영 |